# Перл (река)

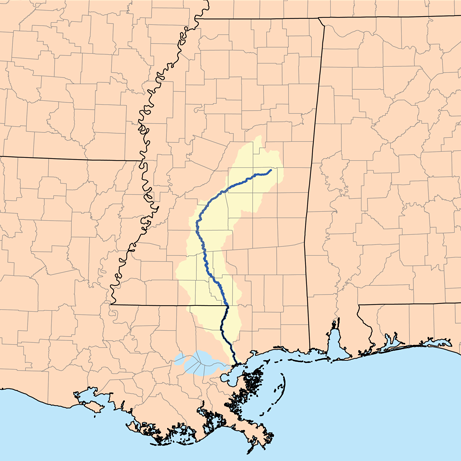

Перл (англ. Pearl River) — река в Северной Америке. Протекает по территории штатов Миссисипи и Луизиана.
Река берёт своё начало в округе Уинстон штата Миссисипи слиянием ручьёв Нани-Уэйя-Крик и Таллахага-Крик. Река течёт в южном направлении. На реке расположен город Джэксон. В нижнем течении по реке проходит граница штатов Миссисипи и Луизиана. Примерно в 80 км от устья разделяется на рукава. Река Перл впадает в озеро Боргн, которое является лагуной Мексиканского залива. Длина реки — 715 км, площадь водосборного бассейна — 22 700 км².